# Right Now (canção de The Pussycat Dolls)
"Right Now" (em português:  Agora) é um single, em formato de Download Digital, lançado no dia 23 de Janeiro de 2007 no iTunes estadunidenses, pelas Pussycat Dolls.

## Informações
A canção é uma das faixas do álbum de lançamento das Pussycat Dolls, PCD. Em 2007, a música foi usada como tema pela NBA. Então, a canção teve sua letra reescrita e foi regravada para ser usada na abertura de um jogo da NBA pela ABC. "Right Now" foi a primeira canção do grupo que foi tema de abertura de algum programa ou espetáculo.

## Videoclipe
Esta música teve 5 vídeos lançados, que foram transmitidos em finais de semanas, antes do jogos. Em todos os vídeos, mostra as Dolls jogam basquete e cantando.